# جورجو چکینل
جورجو چکینل (ایتالیایی: Giorgio Cecchinel؛ زادهٔ ۲۴ ژوئن ۱۹۸۹) دوچرخه‌سوار اهل ایتالیا است.

## باشگاهی
از باشگاه‌هایی که در آن رکاب زده‌است می‌توان به اندرونی جوکاتولی–سیدرمک و ویلیر تریستینا–سله ایتالیا اشاره کرد.